# Хаукон-Арнар Харальдссон
Хаукон-Арнар Харальдссон (исл. Hákon Arnar Haraldsson; родился 10 апреля 2003) — исландский футболист, полузащитник французского клуба «Лилль» и сборной Исландии.

## Клубная карьера
Футбольную карьеру Хаукон-Арнар начал в исландском клубе «Акранес». В 2019 году дебютировав в его основном составе в матче Кубка исландской лиги.
В июне 2019 года перешёл в датский клуб «Копенгаген», став игроком молодёжной команды клуба. В мае 2021 года подписал новый контракт до лета 2026 года. 29 июля 2021 года дебютировал в основном составе «Копенгагена» в матче квалификационного раунда Лиги конференций УЕФА против белорусского клуба «Торпедо-БелАЗ». 22 августа 2021 года дебютировал в датской Суперлиге в матче против «Сённерйюска». 31 августа 2021 года забил свой первый гол за клуб в матче против «Вайле».
В июле 2023 года перешёл во французский клуб «Лилль», подписав пятилетний контракт.

## Карьера в сборной
Выступал за сборные Исландии до 15, до 16, до 17, до 19 лет и до 21 года.
2 июня 2022 года дебютировал за главную сборную Исландии.

## Достижения

### Командные достижения
«Копенгаген»
- Чемпион Дании: 2021/22, 2022/23
- Обладатель Кубка Дании: 2022/23

Сборная Исландии
- Обладатель Кубка Балтии: 2022

### Личные достижения
- Футболист года в Исландии (2): 2022, 2023